# Cot Musarah
Cot Musarah är en kulle i Indonesien.   Den ligger i provinsen Aceh, i den västra delen av landet, 1 700 km nordväst om huvudstaden Jakarta. Toppen på Cot Musarah är 121 meter över havet, eller 69 meter över den omgivande terrängen. Bredden vid basen är 1,6 km.
Terrängen runt Cot Musarah är platt åt nordväst, men åt sydost är den kuperad. Terrängen runt Cot Musarah sluttar norrut.  Trakten runt Cot Musarah är nära nog obefolkad, med mindre än två invånare per kvadratkilometer. I omgivningarna runt Cot Musarah växer i huvudsak städsegrön lövskog.